# Jan Benda (architekt)
Jan Benda (30. ledna 1924 Trhové Sviny – 18. února 2006 Praha) byl český architekt.

## Životopis
Narodil se do rodiny koláře Ludvíka Bendy a jeho manželky Marie rozené Čupitové. Studoval na Českém vysokém učení technickém v Praze architekturu pozemního stavitelství, svá studia dokončil roku 1948. Mezi lety 1948–1990 pracoval ve Stavoprojektu v Českých Budějovicích. V Českých Budějovích realizoval a na projektoval: experimentální studie plošné přestavby Pražského předměstí, přístavbu a celkovou rekonstrukci školy v ulici Matice školské.
Získal státní vyznamenání za vynikající práci. Druhou a třetí cenu v celostátní přehlídce architektonických prací za experimentální bytovou výstavbu v Budějovicích. Za návrh a realizaci přestavby Lidické třídy. Za zásluhy vyznamenání o budování Jihočeského kraje. 

## Dílo
- 1958–1959: Přestavba Pražského předměstí
- 1955: Přístavba a celková rekonstrukce školy v ulici Matice školské
- 1958–1959: Experiment u křižovatky Lidické třídy s Mánesovou ulicí
- 1960–1961: Montované konstrukce na pracovišti Státního typizačního ústavu v Praze
- 1962–1963: zpracován projektu BD obytného souboru Modrá Hvězda
- 1974–1979: urbanistická studie přestavby Lidické třídy
- 1984–1993: budovy společenského střediska a kolej č. 4